# Tom Clancy's Splinter Cell: Blacklist
Tom Clancy's Splinter Cell: Blacklist é um jogo eletrônico de ação-aventura da Ubisoft, desenvolvido pela Ubisoft Toronto. É o sexto capitulo da série Splinter Cell, e foi lançado para Xbox 360, Windows, Wii U e PlayStation 3 em 20 de agosto de 2013. Chegou ao Xbox One em 2018, e ao Xbox Series X|S em 2020.
Splinter Cell: Blacklist foi revelado durante a conferencia de imprensa da Microsoft Xbox na E3 2012. Durante a apresentação foram reveladas as características com o Kinect, e também que Michael Ironside foi substituído pelo ator Eric Johnson no papel de Sam Fisher. O jogo é baseado em mecânicas de infiltração, stealth e invisibilidade.

## Jogabilidade
Blacklist introduz uma nova mecânica chamada "Matar em Movimento", permitindo ao jogador escolher alvos e eliminá-los em rápida sucessão, de modo fluido enquanto corre. Também haverá integração de voz com o periférico da Xbox, o Kinect, que permite aos jogadores falar com os inimigos para distrai-los e depois poderem atacar. Anteriores mecânicas regressarão como o "Marca e Executa", os óculos e a faca de combate característicos de Sam, e a habilidade de executar inimigos em combate corpo a corpo em stealth.
A IA (Inteligência Artificial) foi melhorada comparada a Splinter Cell: Conviction sendo capaz dos inimigos sentir faltar de algum companheiro abatido.

### Multijogador
O desenhista  do jogo Maxime Béland, confirmou que o modo competitivo "spies versus mercs" regressará para Blacklist.
Há 5 opções de partida: Mata Mata, EvM Clássico, EvM Blacklist, Controle de Uplink e Extração.

## Enredo
Seguindo os eventos de Splinter Cell: Conviction, a Presidente Patricia Caldwell termina oficialmente a Third Echelon e ordena que todas as suas operações encerrem de imediato. Caldwell substitui a a agência corrupta pela recém-formada Fourth Echelon - uma equipa de operativos de elite, retirados de várias agências, que opera em vários ambientes e percorre o mundo executando missões ordenadas pela Presidente. Sam Fisher é então nomeado comandante da nova agência.
Enquanto a Fourth Echelon executa a primeira missão que consiste em eliminar todas as actividades da Third Echelon, um grupo de doze terroristas, cansados da presença militar dos Estados Unidos em dois terços do mundo, iniciam um ultimato de terror com o nome "The Blacklist" - uma mortal contagem decrescente de ataques terroristas em ativos americanos.
Fisher e a sua equipa terão agora de localizar e neutralizar os terroristas, por qualquer meio necessário, e parar a contagem decrescente antes desta chegar a zero.
Com a Presidente Caldwell, em Blacklist regressam também Anna 'Grim' Grimsdottir e Victor Coste, e inclui novos personagens, como Isaac Briggs e Charlie Cole.
As missões da campanha de um jogador são
1. Casa Forte: Sam deve localizar Kobin e salvá-lo dos milicianos.
2. Fortificação Rebelde: Sam deve localizar o homem que comprou armas do Kobin e saber quais são os planos da Blacklist e no final descobre um tablet com um vídeo onde é revelado o grande vilão do jogo: Majid Sadiq.
3. Consumo Americano: Sam deve interromper o primeiro grande ataque da Blacklist aos Estados Unidos.
4. Propriedade Privada: Sam deve localizar Nouri e saber qual sua ligação com Sadiq.
5. Moinho Abandonado: Sam vai até Londres para investigar uma célula adormecida e que foi reativada pelos Engenheiros. Após ser envenenado por Gás VX e ser capturado por Sadiq, Briggs invade a sala onde Sam estava como refém e mata todos os inimigos que ali estavam, exceto Sadiq que usava Sam como escudo humano.  Sadiq escapa e Briggs e Sam devem lutar contra um grupo de inimigos fortemente armados que tem movimentos rápidos e óculos de visão de calor, que podem ver através da fumaça. Após sobreviverem ao ataque, vão até o telhado da fábrica, onde tiveram uma discussão. Sam disse que Briggs deveria ter matado Sadiq e que isso era mais importante que tudo, até mesmo que a vida do próprio Sam.
6. QG: Missões Especiais: Os Estados Unidos querem sangue e seu principal alvo é o Irã. Como os documentos recolhidos em Londres não são capazes de inocentar o Irã de uma possível guerra, Sam deve ir até a base da força Quds, em Teerã, Irã, para saber se há envolvimento ou não do Irã com a Blacklist.
7. Pátio Ferroviário: No segundo ataque aos Estados Unidos, Liberdade Americana, Sam e Briggs, devem desarmar 4 bombas que serão instaladas nos sistemas de trens.
8. Centro de Detenção: Nouri, recebendo ordens de Sadiq, estava dando falsas informações a CIA. Sam, deve se disfarçar de prisioneiro no  presídio de segurança máxima em Guantánamo, Cuba e com a ajuda de Briggs, localizar e interregoar Nouri. Essa é uma missão que não se pode matar nenhum único inimigo. Força letal é proibida. Mas é possível nocauteá-los com gás do sono, choque adesivo e mano a mano.
9. Pista Aérea: Sem poder escolher e recarregar equipamento, Sam deve nocautear todos os inimigos em solo que estão abrindo fogo contra o avião. É a única missão que se deve obrigatoriamente neutralizar todos os inimigos.
10. Terminal GNL: Um vírus de computador está se espalhando pelas refinarias de petróleo da costa oeste dos Estados Unidos e colocando tudo em chamas. Sam deve se infiltrar em uma dessas refinarias e impedir o incêndio por completo.
11. Local F: Na última missão do jogo, Sam e sua equipe, contrariando as ordens da Presidente Caldwell, vão até Denver para acabar com Sadiq e a Blacklist.

## Desenvolvimento
Em Novembro de 2010, Jade Raymond da Ubisoft Toronto anunciou que o estúdio estava a produzir um novo jogo Splinter Cell. Durante a conferência de imprensa da Microsoft na E3 2012, Splinter Cell: Blacklist foi revelado oficialmente; durante a apresentação foi apresentado uma nova característica que consiste na integração do Kinect. Também foi anunciado que o veterano da série, Michael Ironside, já não iria fazer a voz de Sam Fisher, substituído pelo actor Eric Johnson, que também faz a captura de movimentos. No diário de produção "Blacklist", Ironside afirmou que já não iria fazer de novo a voz de Sam, passando o testemunho para outro actor. Executivos da Ubisoft justificaram que a mudança seria para tirar mais proveito das novas tecnologias de captura de movimento, para criar uma experiência mais rica, no entanto Ironside iria assistir Johnson durante a produção. Elias Toufexis, voz da personagem Andriy Kobin em Splinter Cell: Conviction, tem um papel importante em Blacklist.

## Marketing
Em Janeiro de 2013, através de um video de promoção no YouTube, foi revelada a The Paladin Collector's Edition exclusiva para Xbox 360 e PlayStation 3. A edição contém um avião de controlo remoto, um livro de banda desenhada de nome Splinter Cell Echoes, um mapa para o modo cooperativo (The Billionaire's Yacht), o pacote "Upper Echelon" (contém o mapa Dead Coast, os binóculos Gold Sonar e o fato Upper Echelon) e um poster de edição limitada.

## Recepção

### Pré-Lançamento
Baseado em imagens e vídeos de Blacklist, o jogo tem sido elogiado por lhe ter sido retirado os visusis monocromo que existiam em Conviction, de acordo com Mike Schramm da Joystiq.com. O trabalho de vozes, no entanto, não tem sido bem recebido pelos fãs. A Ubisoft respondeu às criticas ao dizer que Ironside não voltaria a fazer a dublagem de Sam Fisher porque precisam de um ator "fisicamente capaz" de fazer trabalho de capturas de movimentos. Por conseguinte, Johnson foi contratado.
Em contraste com a recepção positiva, Tom Bissell escreveu que se sentiu "doente e enfurecido" depois de ver uma demonstração na E3, que mostrava uma sequência interactiva de uma tortura.

### Pós-Lançamento
Tom Clancy's Splinter Cell: Blacklist recebeu análises positivas dos críticos. Os websites de criticas agregadas GameRankings e Metacritic dão à versão PlayStation 3 87.20% e 87/100, e à versão Xbox 360 83.80% e 83/100 respectivamente. Ryan McCaffrey da IGN deu ao jogo 9.2/10, elogiando o regresso à boa forma do jogo e compara-o a Splinter Cell: Chaos Theory de 2005. As criticas elevaram-se mais em direcção à nova voz da personagem Sam Fisher, porque sendo uma voz mais nova parece que fica "fora do sitio". Kevin VanOrd da GameSpot deu ao jogo 8.0/10 elogiando as mecânicas da jogabilidade e a história mas criticando alguns níveis da campanha.